# National AIDS Memorial Grove
National AIDS Memorial Grove, zvaný také "The Grove" (česky Háj), se nachází ve východní části Golden Gate Parku, v San Franciscu v Kalifornii, Tato část parku je známa pod názvem de Laveaga Dell.
The Grove je místo, kde se mohou miliony Američanů, kterých se AIDS přímo nebo nepřímo dotýká, sejít, aby se uzdravovali, doufali a vzpomínali. Posláním pamětního háje je poskytnout lidem klidné útočiště pro rozjímání, přispívat k rozšiřování znalostí o AIDS a k pochopení tragédie AIDS pandemie.
Kongres a prezident Spojených států schválili v roce 1996 dokument, který oficiálně určil DeLaveaga Dell pozemek v Golden Gate Parku jako místo pro první americký pomník AIDS.
Pamětní háj je udržován a rozvíjen díky finanční podpoře poskytované četnými jednotlivci, společnostmi a nadacemi. Tisíce dobrovolníků se v průběhu předešlých dvaceti let scházely, aby v háji udržovaly existující zeleň a aby se podílely na nových projektech vylepšujících vzhled památníku.

## Galerie

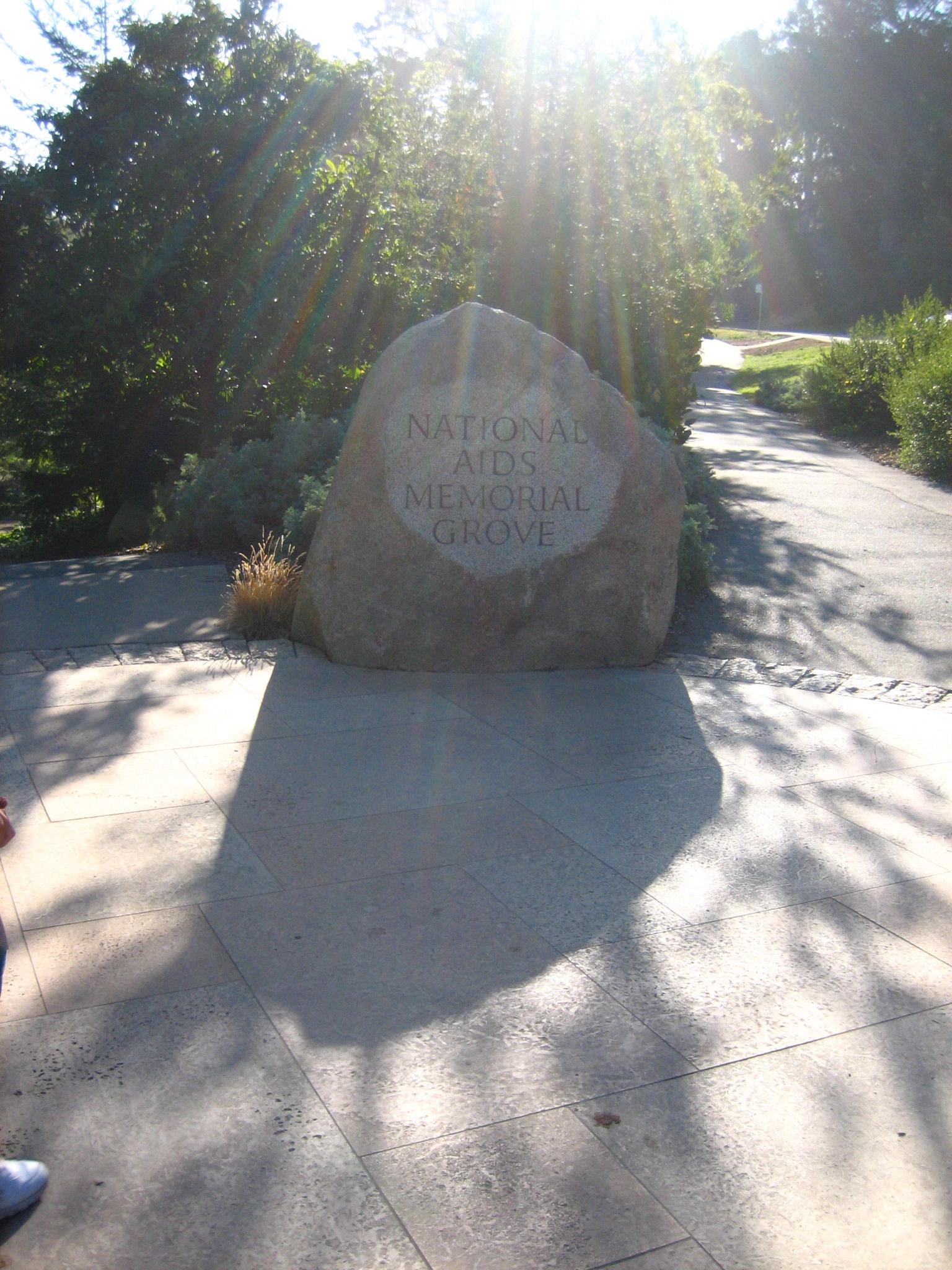
Sedmitunový žulový kámen u vstupu do Háje
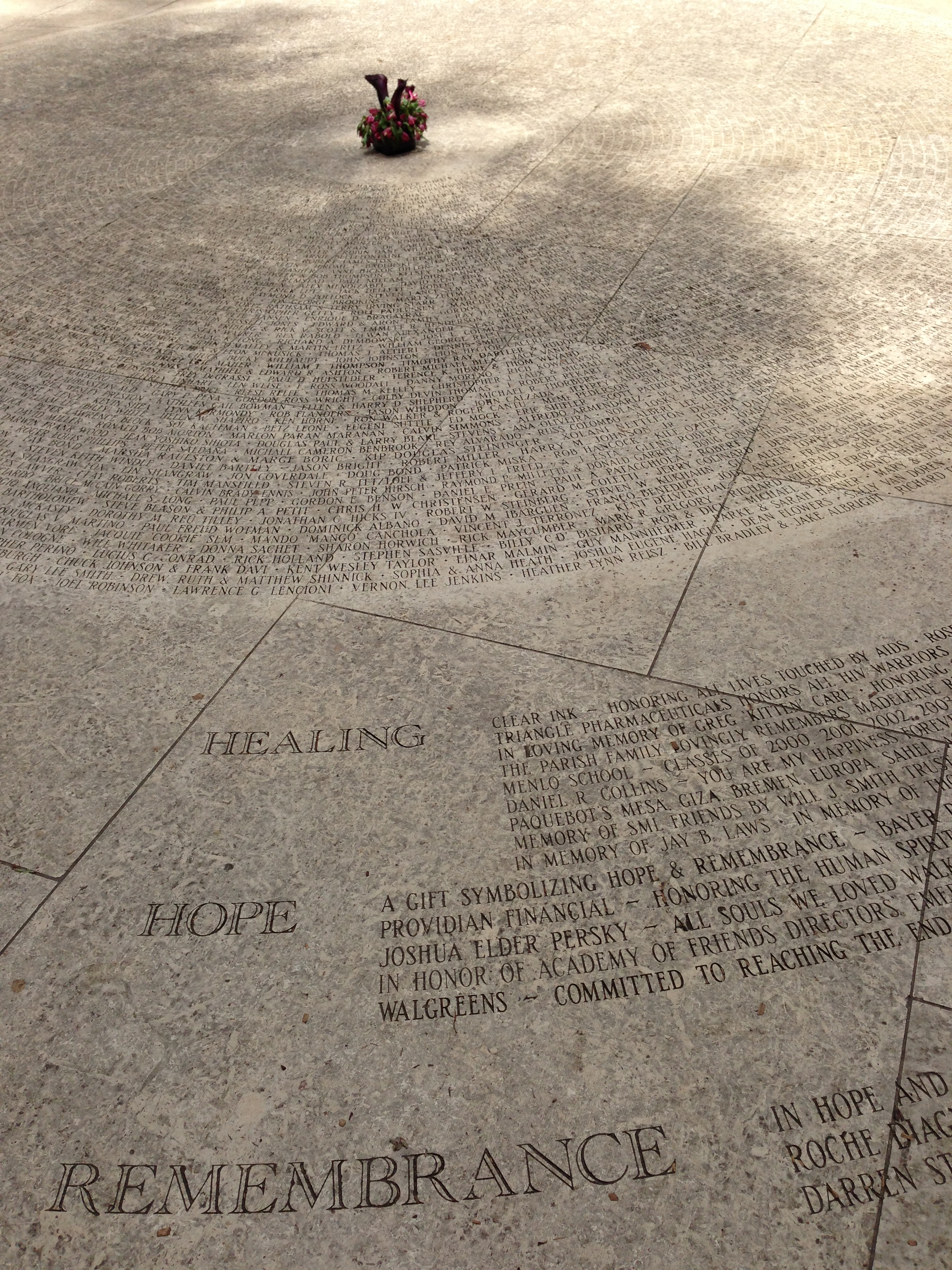
Pamětní deska Kruhu přátel
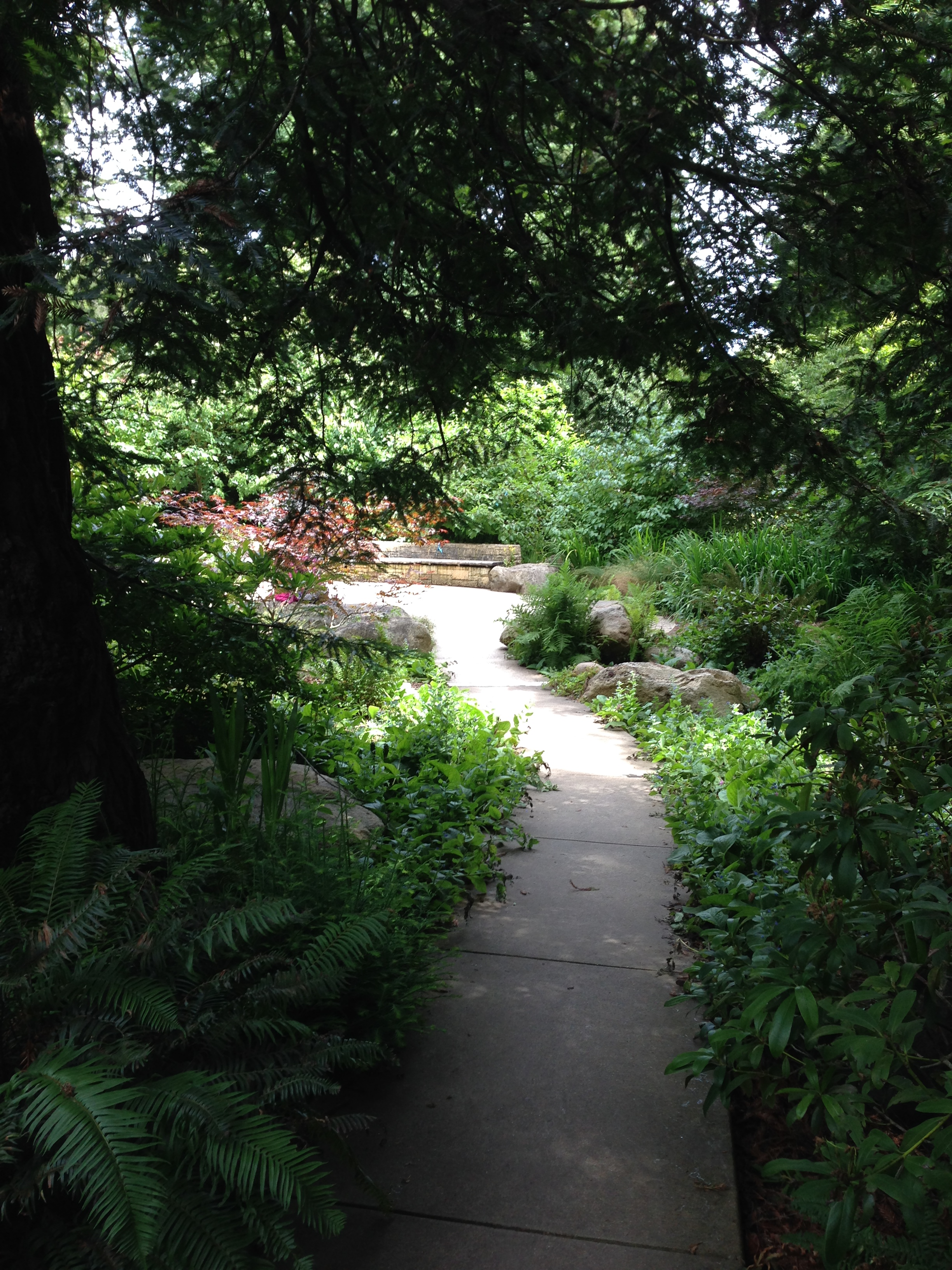
Cesta ke kruhu přátel